# Willem van Bronckhorst-Batenburg (1529-1573)

Wapen van Bronckhorst-Batenburg

Willem van Bronckhorst-Batenburg, heer van Stein en Batenburg (1529 – Stein, Heemstede, 1573) was een Gelders edelman die vocht en sneuvelde in de Geuzenopstand.

## Levensloop
Hij was een zoon van Herman van Bronkhorst en Petronella van Praet. In 1549 werd hij door de keizer beleend met Batenburg, onder het beding dat zijn ouders de heerlijkheden mochten blijven bewonen en beheren. Allicht had dit te maken met ziekte van zijn vader, die in 1556 overleed. Door Willems militaire afwezigheden was het zijn moeder die het bestuur van de heerlijkheden in handen nam. Hij diende als veldheer in het leger van keizer Karel V en raakte in 1554 krijgsgevangen. Hij stond op goede voet met Willem van Oranje en behoorde in 1561 tot diens gevolg bij zijn tweede huwelijk met Anna van Saksen. 
Zoals zijn broers Karel, Diederik en Gijsbert, vocht Willem van Batenburg in de Geuzenopstand. In 1566 probeerde hij met zijn broer Gijsbert Nijmegen calvinistisch en opstandig te maken. Diederik en Gijsbert werden in 1568 te Brussel onthoofd. Vergeefs had Willem de rooms-koning, de keizer en de Duitse vorsten ingeschakeld om hen vrij te krijgen. De heerlijkheid Batenburg werd 12 februari 1569, op last van het hof van Brabant te Brussel, in beslag genomen. Stein bleef daarvoor bewaard, omdat het een rijksheerlijkheid was.
Willem nam dienst in het leger van prins Willem van Oranje. In 1572 werd hij bevorderd tot luitenant-generaal van Zeeland en in 1573 volgde hij Lumey op als luitenant-generaal van Holland. Hij vocht in de Slag op het Haarlemmermeer en bij het ontzet van Haarlem. In 1573 raakte hij dodelijk gewond in de Slag bij Manpad in Heemstede. Volgens Oranje viel hij met zijn troepen in een hinderlaag, werd hij gevangengenomen en stierf hij twee dagen later aan zijn wonden. Andere versies stelden dat hij was ontkomen maar aan zijn verwondingen bezweken, dan wel gevlucht, beschonken van een brug gevallen en verdronken.

## Familie
Willem trouwde (1) in Heukelom op 13 juli 1549 met Johanna van Sint-Omaars. Zij was weduwe van Halewijn van Boesinge, een zuster van Karel van Sint-Omaars, en een dochter van Joos van Sint-Omaars en Anna van Praet. Uit dit huwelijk zijn geen kinderen geboren.
Willem trouwde (2) met Erica gravin van Manderscheidt, weduwe van de graaf van Isenburg. Zij kregen een zoon:
- Herman Dirk van Bronckhorst-Batenburg. Herman Dirk verzoende zich al voor 1579 met de koning van Spanje. Hij volgde zijn vader op als heer van Stein en Batenburg en overleed ongehuwd te Thorn in 1602. Zijn opvolger werd Maximiliaan van Bronckhorst-Batenburg-Steyn, de oudste zoon van zijn vaders broer Karel I van Bronkhorst-Batenburg-Steyn.

## Muntslag

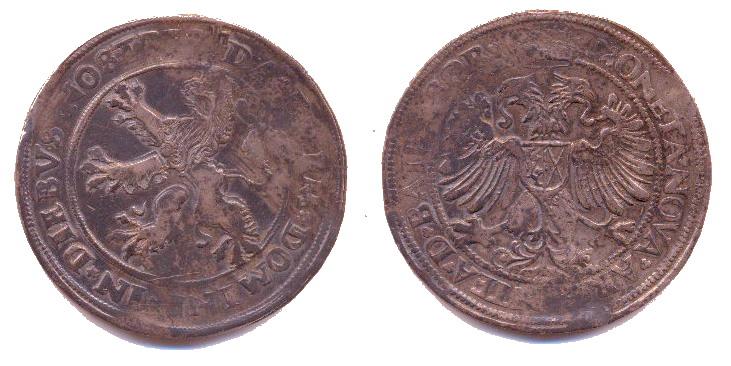
Batenburger Taler

Willem van Bronckhorst-Batenburg liet in 1564 munt slaan. Er stond een muntmeesterteken op en een jaartal, evenals een keizerlijke gekroonde dubbelkoppige adelaar met borstschild.

## Wapen
Het wapen van Willem van Bronckhorst-Batenburg, heer van Stein en Batenburg: In rood een leeuw van zilver, gekroond, getongd en genageld van goud (Bronckhorst); In rood een St. Andreaskruis van goud, vergezeld van vier omgekeerde droog- scheerdersscharen van hetzelfde (Batenburg).

## Voetnoten
1. ↑  Brief van prins Willem I aan zijn broeder graaf Jan van Bronckhorst, waarin deze verzoekt de weduwe te troosten.
2. ↑  Pieter Serrien, In opstand! Geuzen in de Lage Landen, 1565-1578, 2022, p. 394. ISBN 9789464103182
3. ↑  A.P. van Schilfgaarde, "De heren en graven van Bronkhorst" in: De Nederlandsche Leeuw, LXXIV, 1957, nr. 3,
p. 83